# Cantón de Saint-Amand-les-Eaux-Ribera Derecha
El cantón de Saint-Amand-les-Eaux-Ribera derecha era una división administrativa francesa, que estaba situada en el departamento de Norte y la región de Norte-Paso de Calais.

## Composición
El cantón estaba formado por seis comunas, más una fracción de la comuna que le daba su nombre:
- Bruille-Saint-Amand
- Château-l'Abbaye
- Flines-lès-Mortagne
- Hasnon
- Mortagne-du-Nord
- Raismes
- Saint-Amand-les-Eaux (fracción)

## Supresión del cantón de Saint-Amand-les-Eaux-Ribera derecha
En aplicación del Decreto nº 2014-167 de 17 de febrero de 2014, el cantón de Saint-Amand-les-Eaux-Ribera derecha fue suprimido el 22 de marzo de 2015 y sus 7 comunas pasaron a formar parte del nuevo cantón de Saint-Amand-les-Eaux.